# پاتونگ
پاتونگ (به تایلندی: ป่าตอง) (به انگلیسی: Patong) اشاره دارد به ساحل و شهری در سواحل غربی پوکت تایلند.

پاتونگ پاتوق و محلی مهم برای گردشگران جزیره پوکت به حساب می‌آید و مرکز خرید و برنامه‌های شبانه پوکت است. این ساحل محل محبوبی برای گردشگران غربی به خصوص اروپایی‌ها شده است و دارای بارها و کلوب‌های شبانه بسیار است.

## تاریخچه
ساحل پاتونگ برای تفریحات شبانه معروف است و ۳٫۵ کیلومترمربع (۲٫۲ مایل مربع) ساحل است که تمام طول ساحل پاتونگ در سمت غرب قرار دارد. تفریحات شبانه در دو ناحیه اصلی مسیر بانگلا و مجتمع بهشت تمرکز دارد که مسیر بانگلا بر روی دگرجنس‌گرایی و مجتمع بهشت بر روی همجنس‌گرایی مردانه متمرکز است. هر دو محل دارای بار و باشگاه شبانه فراوانی هستند. در تاریخ ۲۶ دسامبر ۲۰۰۴ ساحل پاتونگ همراه با بسیاری از مناطق دیگر در امتداد ساحل غربی پوکت و تایلند به دلیل سونامی ناشی از زمین‌لرزه ۲۰۰۴ و سونامی اقیانوس هند تحت تاثیر قرار گرفت. این موج موجب تخریب بخش زیادی از ساحل شد و بسیاری از مردم کشته شدند. پاتونگ یکی از بدترین مناطق آسیب دیده از پوکت بود. پاتونگ از زمان سونامی تا حد زیادی بهبود یافته است.